# Goethe-Bund
El Goethe Bund, nombre extenso en alemán : allgemeine deutsche Goethe-Bund (traducido al español: Federación General Alemana Goethe), se fundó en marzo de 1900 como una iniciativa para aunar fuerzas de los intelectuales y artistas de manera estable y permanente en la lucha por la protección de la libertad en el arte y en la ciencia. La federación surgió en medio de las críticas y protestas en contra de la censura en el teatro y en otras manifestaciones artísticas que pretendió imponer la ley Heinze (conocida en Alemania como Lex Heinze) «para preservar la moral y las buenas costumbres». 

## Historia
El primer encuentro central tuvo lugar en Weimar, en noviembre de 1900 bajo el gobierno de Gran Duque de Sajonia Carlos Alejandro. En esta reunión se redactó una petición al Reichstag en contra de la censura en el teatro.
En 1902 el Goethe-Bund berlinés creó el premio literario Volks-Schillerpreis.

### Bremen
Animados por la creación del Goethe-Bund de Berlín, otro grupo fundó el 27 de septiembre de 1900 el Goethebund Bremen e.V.. Entre los fundadores se cuentan el director de la Kunsthalle Bremen, Gustav Pauli; el Pastor de la Iglesia Martini, Albert Kalthoff y el filólogo, Emil Brenning. En 1903 pertenecían al Goethebund de Bremen 1427 miembros y 17 asociaciones y en 1925 llegaron a ser 6390 los miembros y 15 asociaciones. Desde 1907 y hasta 1944 el director del Antiguo Liceo de Bremen (Altes Gymnasium), Gerhard Hellmers fue el presidente de la Asociación que hasta hoy existe.

### Gießen
El Goethe-Bund de Gießen existió desde 1914 hasta 1944. El presidente entre 1924 y 1945 fue el jurista Otto Hermann Henning (1899-1970).

### Königsberg, Prusia
El Goethe-Bund de Königsberg se fundó en 1901. En 1909 la federación tenía 1.200 miembros y más tarde 3.500. Entre ellos se contaba a Rolf Grabower. Fueron presidentes de esta organización Ludwig Dettmann (director de la Academia de artes de Königsberg), el alcalde Paul Kunckel (a partir de 1902), Ludwig Goldstein (1910-1929) y Schröder hasta du disolución en 1933.
La federación de Königsberger realizó varias lecturas poéticas, entre otras de Börries von Münchhausen, Hermann Sudermann, Frieda Jung y Arno Holz. Auspició a poetas de Prusia Oriental tales como Adda von Königsegg, Rolf Lauckner, Katharina Botsky, Kurt Mickoleit, Alfred Brust, Walter Scheffler, Fritz Kudnig, Charlotte Wüstendörfer und Martin August Borrmann.
El martes de carnaval en 1911 la federación realizó un homenaje a E.T.A. Hoffmann con un Baile con trajes de la época de Hoffmann. Para mantener la memoria de los poetas, el Goethe-Bund de Königsberger placas recordatorias.
Placas
Johann Christoph Gottsched – en la casa parroquial de Mendeleyevo
Heinrich von Kleist – en su casa natal, Löbenichtsche Langgasse 12 (Cauer 1914)
E.T.A. Hoffmann – en su casa natal, Französische Straße 25 (Cauer (1925)
Zacharias Werner – en su casa natal,  Altstädtischer Markt 15 (Brachert 1927)
Ernst Wichert – Relieve en el paseo suroriental del lago del Castillo de Königsberg (Cauer 1931)